# Eburia confusa
Eburia confusa es una especie de escarabajo del género Eburia, familia Cerambycidae. Fue descrita científicamente por Zayas en 1975.
Habita en Cuba. Los machos y las hembras miden aproximadamente 16 mm. El período de vuelo de esta especie ocurre en el mes de mayo.